# همندورف (روتنبورگ)
همندورف (به آلمانی: Hemmendorf) یک منطقهٔ مسکونی در آلمان است که در روتنبورگ آم نکا واقع شده‌است. همندورف ۸۴۸ نفر جمعیت دارد.